# 長生堂製薬
長生堂製薬株式会社（ちょうせいどうせいやく）は、徳島県徳島市国府町府中に本社を置く医薬品の製造をしている企業である。

## 概要
1894年に創業を開始した歴史を持つ大手医薬品メーカー。後発医薬品の製造を主力としている。
日本製薬団体連合会、関西医薬品協会、日本ジェネリック製薬協会、徳島県製薬協会に所属している。
2013年4月2日、日本調剤が買収により過半数の株式を取得し、同社の子会社となる。同時に自社製造分の販売部門をグループ会社の日本ジェネリックへ移管。その後2015年3月に日本調剤が全ての株式を取得し、同社の完全子会社となる。2021年11月には親会社が日本調剤から日本ジェネリックに異動した。
主要取引先は親会社の日本ジェネリックの他、アルフレッサ ファーマ、大塚製薬、大鵬薬品工業、武田薬品工業、田辺三菱製薬、東和薬品、日医工、マイラン製薬などであり、自社ブランドのジェネリック医薬品だけではなく他製薬メーカーからの受託製造も行っている。
徳島市川内町にある川内工場ではセフェム系抗生物質製剤専用工場として、内服固形剤の製造ラインを有し国内トップシェアを誇る。

## 沿革
- 1894年 - 美馬友三郎が個人営業にて創業。
- 1914年 - 法人組織として長生堂薬房と改称。
- 1943年 - 企業整備令により徳島県薬業者のすべてを統合し、徳島県製薬株式会社に合併される。
- 1946年 - 長生堂製薬株式会社として再発足（登記は1947年（昭和22年））。
- 1964年 - 長生薬品株式会社を新設。
- 1966年 - 医療用医薬品市場へ進出。
- 1972年 - 株式会社長生薬品販売を新設。
- 1981年3月 - 製造棟新築工事完成。
- 1983年1月 - 試験、包装棟新築工事完成。
- 1984年2月 - 抗生物質剤製造棟新築工事完成。
- 1989年11月 - 管理棟新築工事完了。
- 1996年4月 - 新製造棟新築工事完成。
- 1997年3月 - 旧社屋全面改造工事完成。
- 2001年10月 - 徳島市川内町に川内工場（抗生物質製剤専用工場）竣工。
- 2004年1月 - 配送センター竣工。
- 2006年10月 - 研究開発センター（現在の徳島研究所）竣工。
- 2007年3月30日 - アステラス製薬株式会社からホシエヌ製薬の全株式を取得し子会社化（2013年に田村薬品工業へ譲渡、2018年4月に同社へ吸収合併される）。
- 2009年4月1日 - 子会社の長生薬品株式会社が田辺製薬販売株式会社（現・ニプロESファーマ）を存続会社として合併。
- 2013年4月2日 - 日本調剤が買収により約55%の株式を取得し、同社の子会社となる。自社製造分の販売部門（田辺製薬販売株式会社（現在のニプロESファーマ株式会社）へ販売委託していた商品を含む）を日本ジェネリックへ移管。
- 2014年
  - 3月 - 日本調剤株式会社の完全子会社となる。
  - 4月 - 本社第二工場竣工。
- 2021年
  - 10月11日 - 徳島県は長生堂製薬に対し、医薬品、医療機器等の品質、有効性及び安全性の確保等に関する法律（薬機法）に基づき、同年10月12日～11月11日まで31日間の業務停止処分を通達した[6][7][8]。
  - 11月30日 - 日本調剤が全株式を子会社の日本ジェネリックに譲渡し、日本ジェネリックの完全子会社（日本調剤の連結孫会社）となる[5]。
- 2025年3月27日 - 徳島県は長生堂製薬に対し、薬機法に基づき、業務改善や3月28日～4月28日まで川内工場の32日間の業務停止を求める行政命令を出した[9][10]。

## 拠点
本社工場
- 〒779-3122 徳島県徳島市国府町府中92番地

川内工場
- 〒771-0130 徳島県徳島市川内町加賀須野463番地

研究開発センター・配送センター
- 〒779-3121 徳島県徳島市国府町和田字七反田53番地